# عيسى سي
عيسى سي (من مواليد 22 يوليو 1984) هو حكم كرة قدم سنغالي.
لقد كان حكماً للاتحاد الدولي لكرة القدم (فيفا) منذ عام 2015 ويدير مباريات كرة القدم الدولية. 
وقد شارك سي حتى الآن في ثلاث نسخ من كأس الأمم الإفريقية. أدار مباراة واحدة في كأس الأمم الإفريقية 2019 بمصر وفي كأس الأمم الإفريقية 2021 بالكاميرون .
كما أدار مباريات في دوري أبطال إفريقيا (ست مباريات)، وفي التصفيات الأفريقية لكأس العالم 2022 (مباراتين)، وفي كأس العالم تحت 20 سنة 2023 في الأرجنتين (مباراتين في دور المجموعات)، ومباريات ودية.

## روابط خارجية
- عيسى سي  على سكروي